# Dvornikovi
Dvornikovi je bila hrvatska reality televizijska emisija na RTL-u. U središtu emisije bio je hrvatski glazbenik Dino Dvornik i njegova obitelj, supruga Danijela Dvornik i kći Ella Dvornik, a emisija je prikazivala njihov svakodnevni život. 
Emisija se premijerno prikazala na RTL-u 3. siječnja 2006. godine. Izrađena je po uzoru na MTV-ovu američku emisiju The Osbournes, koja je na isti način pratila Ozzyja Osbourna i njegovu obitelj. Emisija je završila 2007. godine nakon dvije sezone i 30 epizoda. Kasnije je bila objavljena na RTL-ovoj platformi Voyo.

## Vanjske poveznice
- Službena stranica na rtl.hr
- Dvornikovi u internetskoj bazi filmova IMDb-a